# Ernst Reiterer
Ernst Reiterer (* 27. April 1851 in Wien; † 27. März 1923 ebenda) war ein österreichischer Operettenkomponist und Dirigent.

## Leben
Ernst Reiterer wurde am Konservatorium der Gesellschaft der Musikfreunde unterrichtet, u. a. von Georg Hellmesberger senior, dem Geiger Carl Heissler und Eduard Köhler. Ab 1873 wirkte er als Kapellmeister an Provinzbühnen, 1881–83 am Theater in der Josefstadt. Weitere Wirkungsstätten waren das Sommer-Theater Etablissement „Venedig“, das Carltheater, das Fürsttheater und Danzers Orpheum. Für diese Theater komponierte Reiterer die Musik zu zahlreichen Possen und Volksstücken sowie unter Verwendung von Motiven bekannter Komponisten auch Operetten.

## Werke
(Zusammengestellt nach dem Bestand der Kataloge der Musiksammlung der Österreichischen Nationalbibliothek und der Wienbibliothek sowie der Auflistung bei www.operone.de. Stand Februar 2009) 
Musik zu Possen und Volksstücken
- Ein Wiener in Amerika, Posse mit Gesang von F. Antony. ?
- Die gemeinschaftliche Hochzeitsreise, Schwank mit Gesang von Adolf Stolze. ?
- Der Kibitz, Posse mit Gesang in 3 Akten von Bernhard Buchbinder. ?
- Die silberne Hochzeit. 1879.
- Unser Schatzerl, Posse in 4 Akten von Bruno Zappert nach Leon Treptow. 1881.
- Kaiser Joseph im Volke, Historisches Volksstück mit Gesang und Tanz in 6 Bildern von Carl Elmar. 1882.
- Herzens-G’schichten, Posse in 3 Akten von Fritz Mai. 1883.
- Maria und Noemi, Schauspiel in 5 Akten von Ferdinand Reiffen nach Teobaldo Ciconi. 1883.
- Ein Medium, Posse in 3 Akten von Carl Costa. 1884.
- Der Gimpel, Posse in 4 Akten von Carl Costa nach Rudolph Kneisel und Hermann Hirschel. 1891.
- Ein dunkles Geheimnis, Sensationsdrama in 4 Akten von Ernst Dorn nach John Douglas. 1891.
- Unser Wien im XX. Jahrhundert, Posse in 5 Akten von Heinrich Thalboth und F. Antony. 1891.
  - So leb’n wir jetzt in Gross-Wien, Couplet. Text von Joseph Philippi.
- Die Tragödie der Posse, Volksstück in 4 Akten von Adolf Rosée. 1892.
- Wiener Feiertage, Posse in 3 Akten von Josef Wimmer. 1892.
  - Das kann ma net verlangen!, (Herr Graf, ich hätt’ für Sie a Braut) Couplet. Text von Paul Rivalier. Musik von Carl Breyer. 2 Strophen mit Text von Blanka Glossy, Musik bearbeitet von Ernst Reiterer.
  - Na, i dank’ für das Vergnüg’n! (I war gestern, sagt der Schani) Couplet. Text von Paul Rivalier. Gesungen von Herrn Direktor C. Blasel.
- Der Herr Bigelhofer. 1894.
- Im Reiche der Harmonie, Großes Ausstattungs-Ballett in 1 Akt von Louis Gundlach. Musik gemeinsam mit Ed. S. Eisler. UA: 9. Juni 1902, Wiener Sommer-Theater Etablissement „Venedig“.
- Was ein Frauenherz begehrt, Ballett-Operette in 1 Akt von Julius Wilhelm, Choreographie von Louis Gundlach. Musik nach älteren Motiven. UA: 2. Oktober 1902, Danzers Orpheum.
- Die Türken vor Wien 1683, historisches Zeitbild von Friedrich von Radler. 1903.
  - Janitscharen-Marsch.
  - Odalisken-Walzer.

Operetten-Arrangements
- Gräfin Pepi, Operette in 3 Akten von Victor Léon. Musik von Johann Strauss (Sohn). Nach Simplicius und Blinde Kuh arrangiert von Victor Leon und Ernst Reiterer. UA: 5. Juli 1902, Sommer-Theater Etablissement „Venedig“.

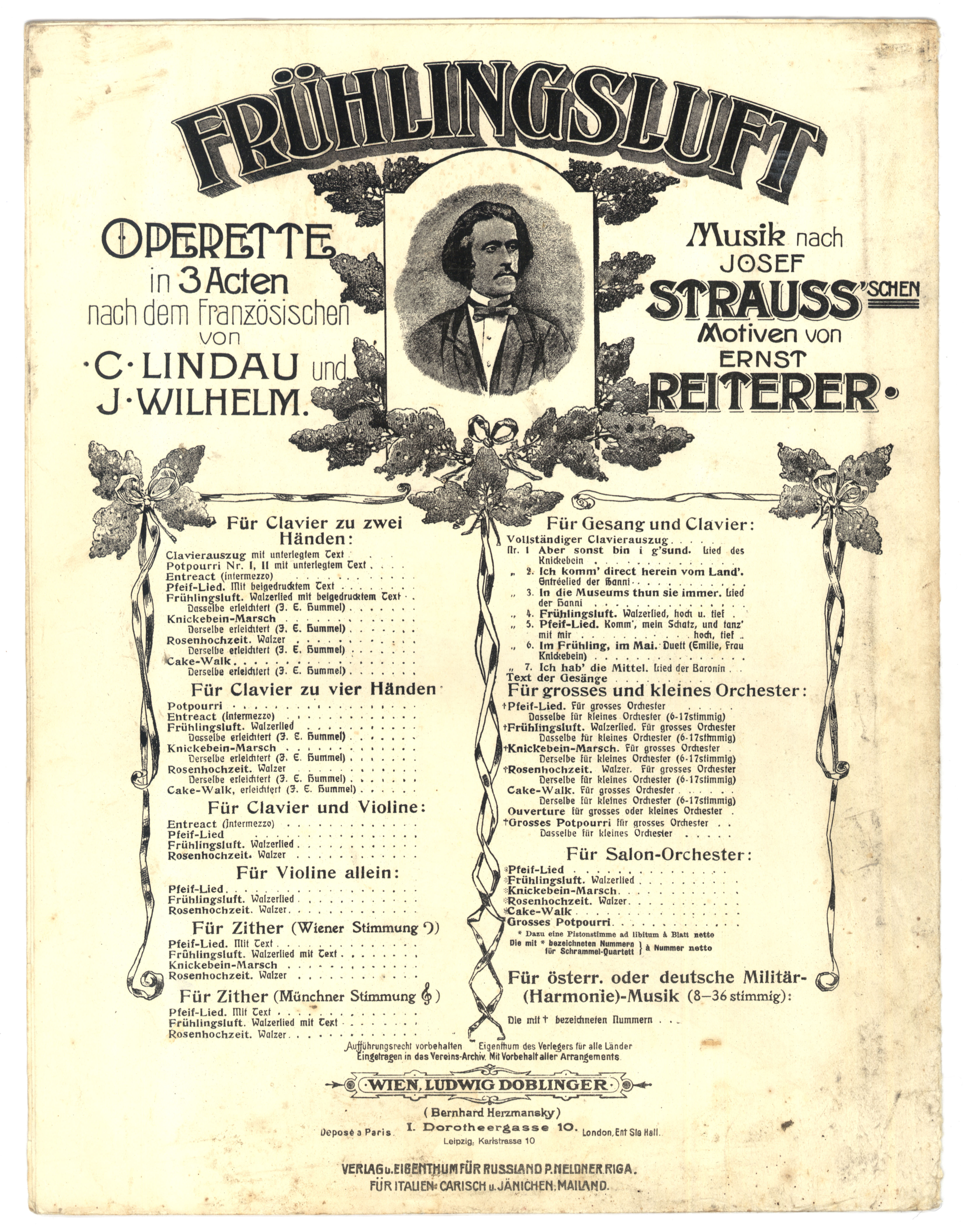
Frühlingsluft

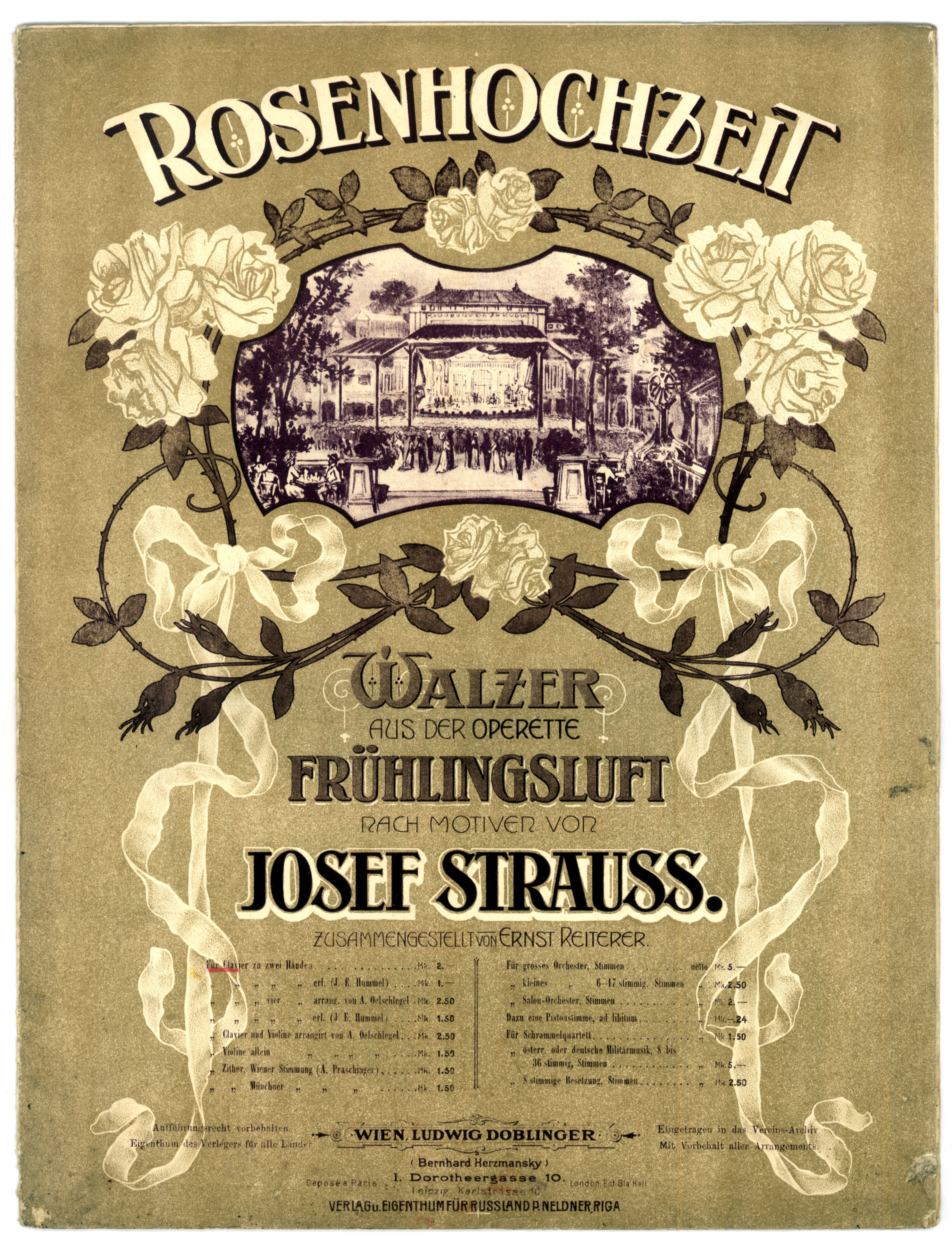
Rosenhochzeit, Walzer aus Frühlingsluft (Titelblatt)

- Frühlingsluft, Operette in 3 Akten nach dem Französischen von Karl Lindau und Julius Wilhelm. Musik nach Motiven von Josef Strauss. UA: 9. Mai 1903, Sommer-Theater Etablissement „Venedig“.
  - Pfeif-Lied (Komm, mein Schatz, und tanz mit mir).
  - Rosenhochzeit, Walzer.
  - Cake-Walk.
  - In die Museums tun sie immer. Lied.
  - Aber sonst bin ich g’sund, Lied.
  - Ich hab’ die Mittel. Lied.
  - Ich komm direkt herein vom Land. Lied.
  - Im Frühling, im Mai. Duett.
  - Knickebein-Marsch.
- Jung Heidelberg, Operette in 3 Akten von Leopold Krenn und Karl Lindau. Musik nach Motiven von Karl Millöcker. UA: 9. Juli 1904, Sommer-Theater Etablissement „Venedig“.
- Frauenherz. Operette in 3 Akten nach dem Französischen von Karl Lindau. Musik von weiland Josef Strauss. 1905
  - Frauenherzen, Walzer.
  - Leben und genießen, Walzer.
  - Allerweil nur lustig sein, Walzerlied.
  - American-Quadrille.
  - Das Geschlecht der Boklukowitsch, Entreelied des Prinzen.
  - Das weiß ein jedes Kind, Couplet.
  - Ein Rätsel ist das Frauenherz, Lied.
  - Ich bin der Leutnant Drillewitz, Marschlied.
  - Drillewitz-Marsch.
  - Kikewitsch und Grunemann. Jüdisches Duett.
- 1001 Nacht, phantastische Operette in 2 Akten und einem Vorspiel von Leo Stein und Karl Lindau. Musik nach Motiven von Johann Strauss (Sohn). UA: 27. Oktober 1907, Volksoper.
- Johann Nestroy, Singspiel in drei Akten von Alfred Maria Willner und Rudolf Oesterreicher. Musik nach Alt-Wiener Motiven bearbeitet von Siegmund Eibenschütz und Ernst Reiterer. UA: 4. Dezember 1918, Carltheater.

Sonstige Werke
- Abendlied für Klavier.
- Das is der Moment, wo der Aff’ in’s Wasser springt, Couplet. Text von Theodor Taube.
- Der fade Alfred, Couplet. Text von Karl Lindau. Gesungen von Fräulein Senders. 1901.
- Entre acte, op. 40.
- Das tolle Mizzerl, Walzerlied. Worte von Alfred Angermayer (Alfa).
- Original und Copie, Couplet verfasst und gesungen von Johann Thyam am Carltheater.
- So bissel Paprika, Couplet. Text von Carl Costa.
- Puppenlied (Zwei Puppen, weiss und roth bemalt), Text von Karl Lindau. Gesungen von Fräulein Felsen und Herrn Seybold. 1902.
- Ständchen. Klavier.
- Tempo di Valse. Klavier.
- Tyrolienne. Klavier.
- Walzerlied, (ohne Worte).
- Weana Früchtl. In unsara Gassen. Ein Sang aus „Ottakring“. Worte von Alfred Angermayer.